# Limbodessus shuckardii
Limbodessus shuckardii är en skalbaggsart som först beskrevs av Clark 1862.  Limbodessus shuckardii ingår i släktet Limbodessus och familjen dykare. Inga underarter finns listade i Catalogue of Life.